# Творино
Творино — село в Гаврилов-Ямском районе Ярославской области России. Входит в состав Шопшинского сельского округа Шопшинского сельского поселения.

## География
Село находится в юго-восточной части области, в зоне хвойно-широколиственных лесов, к северу от автодороги 78К-0007, на расстоянии примерно 12 километров (по прямой) к северо-западу от города Гаврилов-Ям, административного центра района. Абсолютная высота — 161 метр над уровнем моря.

### Климат
Климат характеризуется как умеренно континентальный, с умеренно холодной зимой и относительно тёплым летом. Среднегодовая температура воздуха — 3 — 3,5 °C. Средняя температура воздуха самого холодного месяца (января) — −13,3 °C; самого тёплого месяца (июля) — 18 °C. Вегетационный период длится около 165—170 дней. Годовое количество атмосферных осадков составляет 500—600 мм, из которых большая часть выпадает в тёплый период.

### Часовой пояс
Творино, как и вся Ярославская область, находится в часовой зоне МСК (московское время). Смещение применяемого времени относительно UTC составляет +3:00.

## История

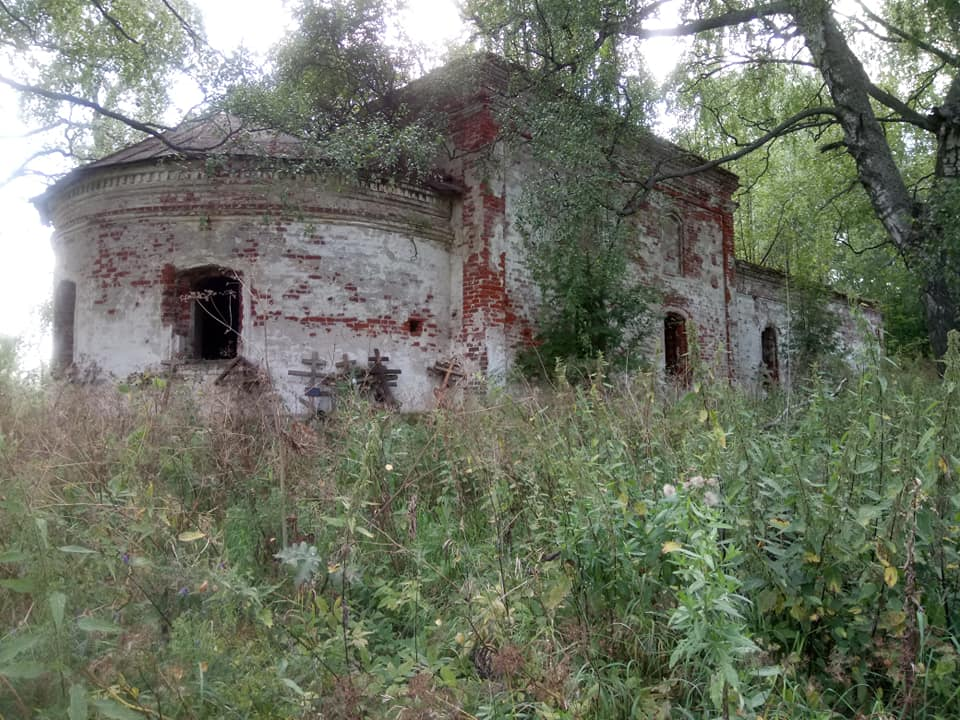
Церковь Леонтия Ростовского. 2018 год

Одно из самых ранних упоминаний села относится к 17-му веку. На тот момент селом владел ростовский митрополит Варлам.
Церковь Покрова Пресвятой Богородицы в селе воздвигнута в 1769 году на средства прихожан и заключала в себе один престол. Время основания второй Церкви св. Леонтия Ростовского чудотв. относится к 1810 году. Престолов было два: св. Леонтия и Всех скорбящих радости Божией Матери. Храм разобран в 1940-м году, в настоящий момент сохранилась лишь колокольня..
В 1876 году на средства крестьянина Ивана Филиппова в селе было открыто начальное народное училище.
В конце XIX — начале XX века село входило в состав Шопшинской волости Ярославского уезда Ярославской губернии.
С 1929 года село входило в состав Шопшинского сельсовета Гаврилов-Ямского района, с 2005 года — в составе Шопшинского сельского поселения.

## Население
| 1859 | 2007 | 2010 |
| ---- | ---- | ---- |
| 52   | ↘1   | ↘0   |

## Достопримечательности
В селе расположены недействующая Церковь Леонтия Ростовского (1810) и колокольня Церкви Покрова Пресвятой Богородицы (1769).